# Hidemaro Watanabe
Hidemaro Watanabe, född 24 september 1924 i Hiroshima prefektur, Japan, död 12 oktober 2011, var en japansk fotbollsspelare.